# Petrell alablanc
El petrell alablanc (Pterodroma leucoptera) és un ocell marí de la família dels procel·làrids (Procellariidae), d'hàbits pelàgics que habita les aigües tropicals i subtropicals del Pacífic Sud. Cria a les illes Fiji, Nova Caledònia i Noves Hèbrides.